# Saint-Martin-au-Laërt
Saint-Martin-au-Laërt korábbi község Franciaországban, Pas-de-Calais megyében. Lakosainak száma 4077 fő (2018. január 1.). Saint-Martin-au-Laërt Salperwick, Longuenesse és Tatinghem községekkel határos.
2016. január 1-jén Tatinghem korábbi községgel egyesült és az így létrejött Saint-Martin-lez-Tatinghem új község része lett.

## Népesség
A település népessége az elmúlt években az alábbi módon változott:
| Lakosok száma | 1629 | 2764 | 4857 | 4259 | 3921 | 3775 | 3903 | 6034 | 4098 | 4077 |
|               | 1962 | 1968 | 1975 | 1990 | 1999 | 2008 | 2013 | 2016 | 2017 | 2018 |